# Dugesia machadoi
Dugesia machadoi és una espècie de triclàdide dugèsid que habita l'aigua dolça d'Angola, Àfrica. Aquesta espècie es diferencia de la resta de Dugesia per la presència d'un atri comú allargat i rodejat per una zona gruixuda de teixit parenquimàtic.